# Западное шоссе (фильм)
«Западное шоссе» (англ. Highway West) — фильм нуар режиссёра Уильяма С. Макгэнна, который вышел на экраны в 1941 году.
Это ремейк фильма «Зарница» (англ. Heat Lightning) (1934). Фильм рассказывает о молодой женщине Клэр Фостер (Бренда Маршалл), которая вскоре после брака неожиданно для себя выясняет, что её муж Джордж (Артур Кеннеди), которого она считала респектабельным бизнесменом, на самом деле является известным грабителем банков в бегах. Вскоре Джорджа ловят, и он получает пожизненный срок за убийство и ограбление. Клэр же селится в Калифорнии, где управляет семейным мотелем и АЗС вместе с пожилым дедушкой Грэмпсом Эбботом (Слим Саммервилл) и сестрой-подростком (Олимп Брэдна). Три года спустя Джордж сбегает из тюрьмы и начинает терроризировать Клэр. Однако после очередного преступления Джордж попадает в ловушку, и Грэмпс убивает его.
Фильм остался практически незамеченным критикой, некоторые современные критики также считают его малозначимым, отмечая лишь сильную актёрскую игру Кеннеди и Маршалл.

## Сюжет
Гангстер Джордж Фостер (Артур Кеннеди) вместе со своей бандой осуществляет вооружённое ограбление банка, убивая при этом одного из кассиров… Некоторое время спустя Джордж заселяется в номер для новобрачных фешенебельного отеля вместе со своей женой Клер (Бренда Маршалл). Они женаты уже шесть месяцев, и всё это время постоянно переезжают с места на место. Обходительный, приятный и любящий Джордж объясняет жене, что занимается нефтяными контрактами и вынужден постоянно ездить для встреч с клиентами. Клер, которая раньше работала моделью в универмаге, ничего не знает о том, кем Джордж является на самом деле. Она любит мужа, хотя и устала от постоянной кочевой жизни и мечтает поселиться в уютном доме и обзавестись друзьями. Вскоре после заселения в отеле Джордж отправляется в город, где на улице видит свежий номер газеты со своей фотографией на первой полосе и информацией о том, что полиция разыскивает его как опасного грабителя. Джордж немедленно звонит Клер и требует, чтобы она быстро собрала чемоданы и через десять минут ждала его у входа в отель. Джордж подъезжает к гостинице на угнанном автомобиле, сажает недоумевающую Клер, и они выезжают на шоссе в направлении Калифорнии. Чувствуя, что скоро копы объявят автомобиль в розыск, Джордж заметно нервничает, однако пытается убедить Клер, что всё в порядке. По дороге Джордж заезжает в закусочную, где знакомый автомеханик меняет ему автомобильные номера.
Джордж и Клер выезжают на шоссе до Калифорнии, и вскоре слышат по радио сообщение, что полиция разыскивает угнанный автомобиль, по описанию точно соответствующий их машине. Чтобы уйти от полиции, Джордж сворачивает с шоссе на просёлочную дорогу, объясняя недоумевающей Клер, что так будет короче. Вскоре местный шериф выясняет у хозяина закусочной, что в его автомастерской заменили номера на угнанной машине, и эту информацию транслируют по радио вместе с описанием Джорджа как опасного преступника. Услышав сообщение по радио, Клер, наконец, понимает, что речь идёт о её муже. Она говорит ему, что кем бы он ни был, она всё равно любит его. Вскоре их нагоняет полицейская машина, от которой Джордж пытается оторваться, однако вылетает с дороги. Он открывает огонь, убивая одного из полицейских, после чего полицейская машина сваливается с обрыва. Начинается перестрелка, в ходе которой Джордж получает ранение в руку. Он требует, чтобы Клер села за руль, и они скрываются. Клер привозит Джорджа к врачу, который предупреждает, что должен доложить о таком ранении в полицию. Пока врач оперирует Джорджа, Клер незаметно выходит из клиники и уезжает.
На следующий день в газете Клер видит заголовок, что Джордж схвачен полицией. Вскоре проходит суд, который приговаривает Джорджа к пожизненному сроку тюремного заключения. Отбыв три года в тюрьме, Джордж решает бежать. Он достаёт оружие и с двумя сообщниками осуществляет попытку побега. Одного из сообщников убивает охрана, при этом Джордж убивает одного из надзирателей. В конце концов под прикрытием ночи Джорджу удаётся уйти от преследования. Невдалеке от тюрьмы на шоссе работает закусочная и мотель Эбботов, где вскоре появляется полиция, разыскивая сбежавшего Джорджа. Закусочной управляет Клер Фостер с помощью своей 18-летней сестры Майры Эбботт (Олимп Брадна) и дедушки Грэмпса (Слим Саммервилл). За три года Клер смогла создать эффективный небольшой бизнес, клиентами которого являются местные жители, копы и водители трейлеров, проезжающие по шоссе. Никто из них не знает, что Клер была и формально остаётся женой Джорджа. В свою очередь Майра, которая хотя и прилежно выполняет свои обязанности, тем не менее тяготится скучной однообразной жизнью и стремится уехать в большой город.
Сбежавшего Джорджа везёт по шоссе на своей машине его сообщник по имени Салво (Ноел Мэдисон) вместе со своей подружкой (Дороти Три). Несмотря на протесты Салво, Джордж настаивает на том, чтобы на пару дней остановиться в мотеле Эбботта. Вскоре Салво с подругой подъезжают к закусочной, арендуя в мотеле коттедж на чужое имя. В этот момент Клер, которая очень переживает за судьбу Майры и даже чрезмерно опекает её, не хочет отпускать сестру на танцы с парнем, который кажется ей подозрительным. Однако, не в силах остановить сестру, Клер приглашает подъехавшего инспектора рыбного хозяйства Дейва Уоррена (Уильям Ландигэн) пойти с ней на танцы, намереваясь проследить за Майрой. Дейв, который не равнодушен к Клер и пытается за ней ухаживать, с радостью принимает её приглашение. Сняв коттедж, Салво подходит к Клер, конфиденциально предупреждая её, что это коттедж для Джорджа, который приедет вечером. И, чтобы она не донесла властям, напоминает, что три года назад она помогала Джорджу скрыться от полиции. После отъезда Майры на танцы Клер закрывает закусочную и дожидается Джорджа. Когда появляется Дейв, она отказывается идти на танцы, ссылаясь на усталость. Когда Дейв предлагает просто посидеть с ней, Клер просит его поехать и проследить за Майрой. На признание Дейва в любви она отвечает, что он ей нравится, однако в данный момент у неё слишком много проблем. Когда Дейв уходит, он встречает подъехавшего Джорджа. Зайдя в свой коттедж, Джордж напоминает Клер о её обещании любить его всегда. Скоро он должен получить деньги и собирается уехать вместе с ней в Южную Америку. Она однако отвечает, что он убийца, который разрушил её жизнь, и мёртв для неё. Она требует оставить её в покое, и Джордж отпускает её при условии, что она будет молчать о нём.
Увидев в утренней газете портрет Джорджа, Клер сжигает газету. Тем временем Джордж в хорошем расположении духа, рассказывает заинтересованной Майре о клубах и ночной жизни Нью-Йорка. Джордж замечает на вершине холма инкассаторскую машину, которая, как поясняет ему Грэмпс, проезжает здесь каждый день. Услышав, что Майра беседует с Джорджем, Клер немедленно направляется к ним, прерывая разговор и отправляя в дом недовольную сестру. Затем Клер советует Джорджу скрыться от посторонних глаз, отправившись на весь день на рыбалку. Когда к дому с проверкой подъезжают полицейские, Джордж сразу же прячется. Клер же объясняет представителям закона, что вечером действительно заехал один из старых клиентов, который уже останавливался у неё год назад. Решив, что это не может быть Джордж, который год назад сидел в тюрьме, полицейские удаляются. Вскоре появляется Дейв, который подтверждает, что это он послал полицейских, так как беспокоится за Клер, и вчерашний гость насторожил его. После этого он рассказывает, что через месяц он должен получить повышение по службе и перевод на новое место, приглашая Клер поехать вместе с собой. Клер обещает подумать, и они целуются. Несмотря на слова Клер, Майра снова отправляется на прогулку с Джорджем, уговаривая взять её с собой в Сан-Франциско. Вечером, прослушав новости о побеге Джорджа из тюрьмы, Грэмпс и Клер начинают волноваться, что ни Майры, ни Джорджа долго нет дома. Наконец, возвращается Джордж, который якобы был на рыбалке, но, к удивлению Грэмпса, совсем ничего не поймал, а вскоре появляется и Майра. В ответ на упрёки сестры, что та шесть часов провела на рыбалке с Джорджем, Майра заявляет, что он здесь самый интересный человек, который много повидал. Кроме того, ей уже 18 лет, и она сама будет решать, что ей делать. Чтобы отвадить сестру от Джорджа, Клер приходит к нему в коттедж. Она просит у него прощения за своё поведение, после чего романтическими разговорами об их прошлом пробуждает интерес Джорджа. Он подходит и обнимает Клер как раз в от момент, когда Майра приносит ему ужин. Увидев сестру в объятиях Джорджа, Майра обвиняет Клер в том, что та за спиной у ней сблизилась с Джорджем, после чего в возмущении уходит.
После ухода Клер к Джорджу приезжают Салво с подругой, чтобы забрать его. Однако, как выясняется, Салво не смог получить у одного из сообщников деньги для Джорджа, и тот решает достать их самостоятельно. Тем временем Клер заходит в комнату Майры, где обнаруживает записку, что она больше не может так жить и уехала в Сан-Франциско. Клер звонит Дейву, чтобы он помог догнать Майру. Тем временем Джордж и Салво с оружием из засады наблюдают за инкассаторской машиной, устроив на дороге завал. Когда инкассаторы выходят из машины, Джордж открывает по ним огонь. Некоторое время спустя к закусочной, где Клер нервно ожидает вместе с подружкой Салво, подъезжает Джордж в инкассаторской машине с оружием, заявляя, что надо быстро уезжать. В ответ на возражения Клер Джордж заявляет ей: «Я приехал забрать тебя. Ты — моя навсегда». Когда Салво и Джордж с деньгами и оружием собираются выйти из дома, подъезжает Дейв, и Джордж требует от Клер избавиться от него, угрожая, что в противном случае убьёт его, после чего бандиты прячутся в офисе. Дейв видит девушку Салво в машине и следы, оставленные инкассаторским автомобилем, понимая, что что-то не так. Клер отказывается от поездки за Майрой в Сан-Франциско. Дейв в ответ говорит Клер, что на дороге обнаружил двух инкассаторов, один из которых ранен, а другой убит. Дейв хочет сообщить об этом шерифу, однако Клер не пускает его в офис, опасаясь, что Джордж застрелит его. Несмотря на возражения Клер, Дейв заходит в офис, где Джордж и Салво, наставив на него оружие, отбирают у него пистолет. Клер пытается объяснить Дейву, что она не виновата, так как пыталась спасти ему жизнь. В этот момент в комнату с новостями об убийстве инкассатора входит Грэмпс, создавая общий переполох. Когда Салво бьёт его, Дейв успевает спрятаться за стойкой, и начинается перестрелка. Салво с деньгами пытается добежать до машины, где его ожидает подруга. В ходе перестрелки у Дейва заканчиваются патроны, и Джордж уже готовится застрелить его, когда Грэмпс неожиданно убивает Джорджа из своего охотничьего ружья. После этого Дейв берёт ружье и задерживает Салво с подругой. В этот момент подъезжает полиция. Грэмпсу за убийство Джорджа вручают награду в 5 тысяч долларов, которую он отдаёт Майре на оплату учёбы в университете. Клер принимает предложение Дейва, они женятся и уезжают на его новое место работы, а Грэмпс остаётся на месте, рассказывая проезжающим туристам, как обезвредил опасного преступника.

## В ролях
- Бренда Маршалл — Клэр Фостер
- Артур Кеннеди — Джордж Фостер
- Уильям Ландигэн — Дейв Уоррен
- Олимп Брэдна — Майра Эбботт
- Слим Саммервилл — Грэмпс Эбботт
- Ноел Мэдисон — Салво, подручный
- Дороти Три — девушка Салво
- Уилли Бест — Боб Веллингтон
- Пэт Флаэрти — Эдди, коп на мотоцикле
- Фрэнк Уилкокс — Мёрф, коп на мотоцикле
- Джон Риджли — Алекс, охранник инкассаторской машины
- Уильям Б. Дэвидсон — Корман
- Дик Рич — водитель грузовика в кафе
- Джеймс Вестерфилд — Швед, водитель грузовика в кафе
- Виктор Циммерман — Джейк
- Крейтон Хейл — официант
- Джек Моуер — патрульный полицейский
- Пол Панзер — сотрудник АЗС
- Фрэнк Мэйо — патрульный полицейский
- Уэйд Ботелер — шериф в кафе-баре

## Создатели фильма и исполнители главных ролей
Уильям С. Макгэнн работал в Голливуде с 1917 года как специалист по визуальным эффектам, ассистент режиссёр и оператор, а с 1930 по 1943 год поставил как режиссёр свыше 40 фильмов, среди которых криминальная комедия «Дело о чёрном коте» (1936), криминальная мелодрама с Хамфри Богвртом «Двое против мира» (1936) и вестерн с Джоном Уэйном «В старой Калифорнии» (1941).
Бренда Маршалл работала в кино с 1939 по 1950 год, сыграв главные женские роли в таких фильмах, как «Морской ястреб» (1940) и «Шаги в темноте» (1941), в обоих фильмах её партнёром был Эррол Флинн, «Капитаны облаков» (1942) с Джеймсом Кэгни, «Верная нимфа» (1943), «Истоки опасности» (1943), «Странное воплощение» (1946) и «Шепчущий Смит» (1948).
За свою карьеру Артур Кеннеди четырежды номинировался на «Оскар» за роли второго плана в фильмах «Чемпион» (1949), «Процесс» (1955), «Пейтон-плейс» (1957) и «И подбежали они» (1958), а также один раз — за главную роль в фильме «Блестящая победа» (1951). Он также сыграл в таких фильмах нуар, как «Высокая Сьерра» (1941), «Бумеранг!» (1947), «Окно» (1949). «Слишком поздно для слёз» (1947) и «Часы отчаяния» (1955).
Уильям Ландигэн сыграл в 66 фильмах, среди которых «Морской ястреб» (1940), «Обесчещенная леди» (1947), «Пинки» (1949), «Следуй за мной тихо» (1949), «Дом на Телеграфном холме» (1951) и «Инферно» (1953).

## История создания фильма
Этот фильм является ремейком фильма студии Warner Bros. «Зарница» (1934), который поставил Мервин Лерой, а главную роль сыграла Алин Макмагон. В основу обоих фильмов положена пьеса, которую написали Леон Эбрамс (англ. Leon Abrams) и Джордж Эбботт (англ. George Abbott)).
Рабочим названием этого фильма было «Шоссе 99» (англ.  Highway 99).
По информации «Голливуд Репортер» от 27 января 1941 года Джейн Уаймен должна была сыграть главную роль, которая в итоге досталась Бренде Маршалл.
Премьера фильма состоялась в Нью-Йорке 7 августа 1941 года, и в прокат фильм вышел 23 августа 1941 года.

## Оценка фильма критикой
Фильм не привлёк заметного внимания критики. Как написал историк кино Майкл Кини, «хотя Кеннеди и хорош в роли злобного убийцы, сам фильм — это пустая трата времени. Ландигэн играет ухажёра Маршалл, рыбного и охотничьего надзирателя, а Саммервилл и Бест обеспечивают комические нотки фильму». Как далее отмечает Кини, «вызывающее смущение игра Беста была типичной для постыдного грубого изображения афро-американцев в голливудских фильмах 1940-х годов».